# Hela Riabi
Hela Riabi (ur. 18 lutego 1987) – tunezyjska zapaśniczka walcząca w stylu wolnym. Olimpijka z Rio de Janeiro 2016, gdzie zajęła osiemnaste miejsce w kategorii 63 kg.
Zajęła czternaste miejsce na mistrzostwach świata w 2007. Złota medalistka igrzysk afrykańskich w 2015 i srebrna w 2007. Zdobyła siedem medali na mistrzostwach Afryki w latach 2007 - 2016. Trzecia na igrzyskach śródziemnomorskich w 2013 i piąta w 2009.
Mistrzyni arabska w 2010 roku.